# Rogers
Rogers je priimek več oseb:
- Edgar William Rogers, britanski general
- Frederick Howard Churchill Rogers, britanski general